# Miniature laquée de Mstiora

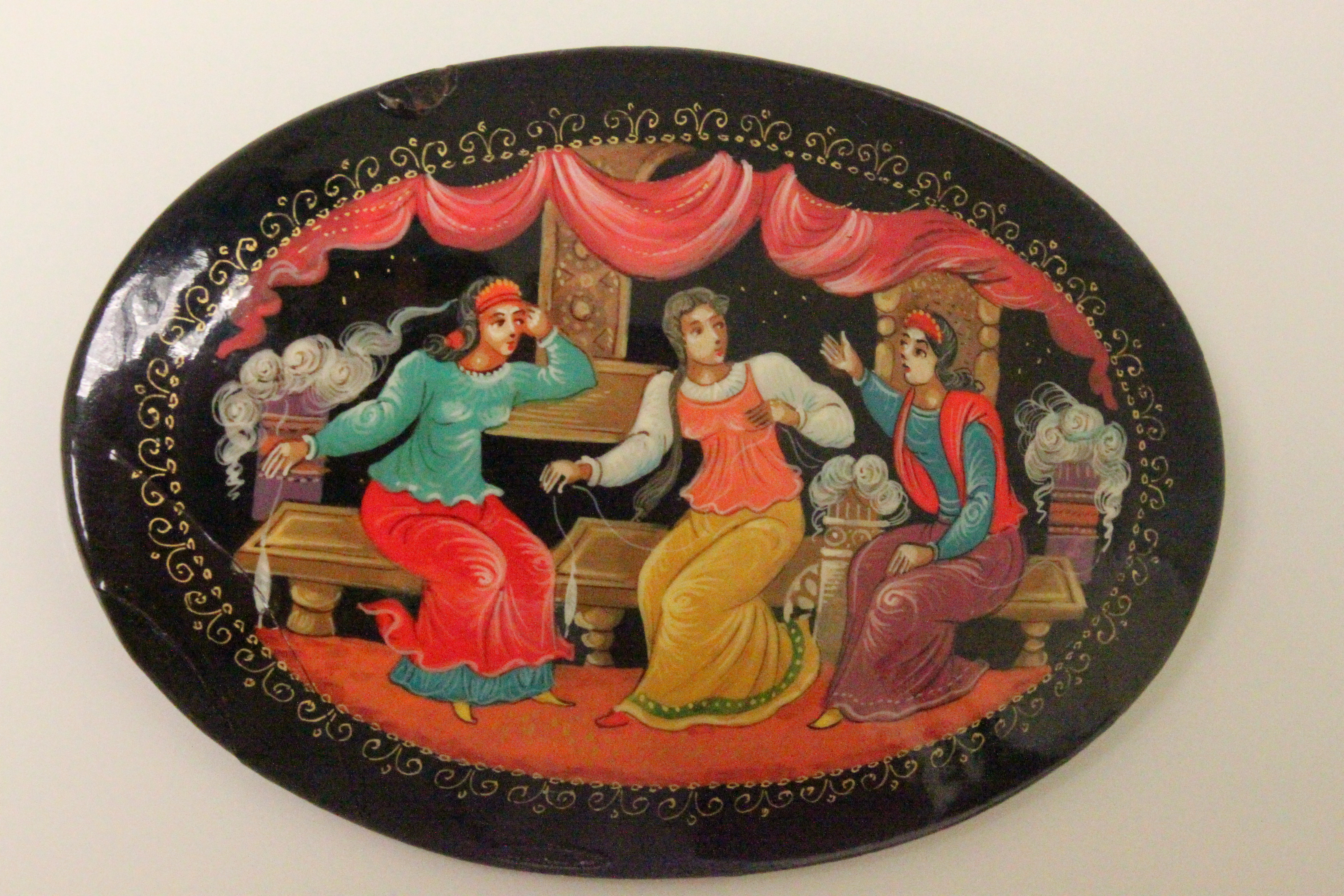
Miniature de Mstiora : Le Conte du tsar Saltan d'Alexandre Pouchkine

La miniature laquée de Mstiora (en russe : Мстёрская лаковая миниатюра) est un genre d'artisanat populaire russe apparu dans le village de Mstiora dans l'Oblast de Vladimir.

## Histoire
Dès la préhistoire ont été produits par l'homme des objets en bois peints à tempera et recouverts de laque: des boites ornées, des éventaires, des vases. Au XIVe siècle à Mstiora, à Palekh, à Kholoui se constituent des centres russes d'iconographie. Au milieu du XVIIIe siècle, on y trouve de petites icônes composées de scènes miniatures aux multiples détails. Au début du XXe siècle apparaissent des chromolithographies qui provoquent une crise dans l'artisanat du fait des nouvelles techniques. Après la Révolution d'Octobre de 1917, les icônes perdent de leur utilité vu l'instauration d'un régime soviétique hostile à la religion.
La fabrication de coffrets laqués recouverts de peinture de sujets miniatures s'est développée à partir des années 1930, après la première « Exposition industrielle, agricole et artisanale de toute la Russie » . Au début, les anciens peintres d'icônes se sont réunis en 1923 dans un « Artel de la peinture ancienne ». En 1931, il s'est transformé en un « Artel de l'art prolétarien », qui devient par la suite une véritable usine. Après l'exposition de 1930, la décision est prise de produire des boites à partir de papier maché. La peinture est réalisée à la détrempe grâce à des émulsions de jaune d'œufs. C'est dans les années 1950 que s'est développé un style caractéristique à Mstiora. Parmi les représentants remarquables de cette peinture on peut citer : A. I. Briagine, A. F. Kotiagine, I. N. Morozov, N. P. Klykov, V. F. Galycheb, I. I. Tiouline et Serebriakov.

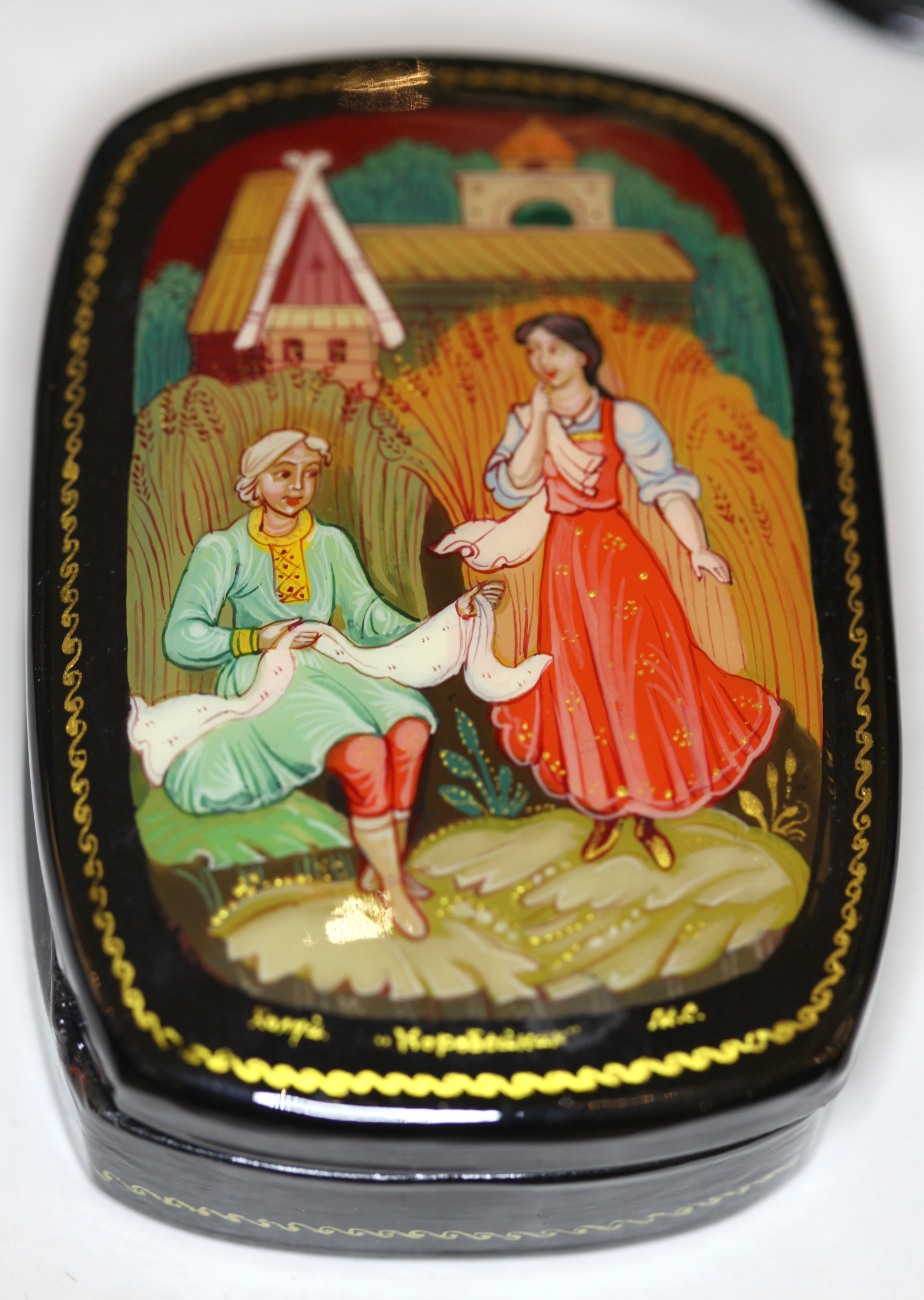
Miniature de Mstiora

Durant la période soviétique le Monastère de l'Épiphanie a été utilisé pour les activités de création de miniature (mais aussi comme dépôt de marchandises diverses). 

## Fabrication
La technique de peinture est analogue à celle des icônes. Un premier dessin est reporté avec un papier calque sur le couvercle de la boite ou du coffret à peindre. Puis est organisée la composition picturale. Les détails sont enfin ajoutés. La couleur vient donner de l'unité à l'ensemble. L'artiste termine en appliquant des rehauts de blanc ou des fines pointes d'or. L'ensemble est recouvert de six couches de vernis transparent, puis est mis à sécher dans un four pour être enfin poli.
Les particularités des miniatures de Mstiora sont la diversité et le raffinement des coloris. Et encore l'unité de ton donnée à l'ensemble. La gamme chromatique contient du bleu-argent, de l'ocre-jaune, et du rouge. Les dessins décoratifs mélangent les motifs géométriques et floraux.
Les thèmes fréquents sont : les contes russes, les scènes de genre, les édifices historiques et architecturaux.